# Orbitalna mehanika
Orbitalna mehanika ili astrodinamika je primena balistike i nebeske mehanike na praktične probleme koji se tiču kretanja raketa i drugih svemirskih letelica. Kretanje ovih objekata se obično izračunava iz Njutnovih zakona kretanja i zakona univerzalne gravitacije. Orbitalna mehanika je sržna disciplina unutar dizajna i kontrole svemirskih misija.
Nebeska mehanika šire tretira orbitalnu dinamiku sistema pod uticajem gravitacije, uključujući svemirske letelice i prirodna astronomska tela poput zvezdanih sistema, planeta, meseca i kometa. Orbitalna mehanika se fokusira na putanje svemirskih letelica, uključujući orbitalne manevre, promene orbitalne ravni i međuplanetarne transfere, i planeri misija je koriste da predvide rezultate propulzivnih manevara. Opšta relativnost je tačnija teorija od Njutnovih zakona za izračunavanje orbita, a ponekad je neophodna i za veću tačnost ili u visoko-gravitacijskim situacijama (npr. orbite blizu Sunca).

## Istorija
Sve do uspona svemirskih putovanja u dvadesetom veku, postojala je mala razlika između orbitalne i nebeske mehanike. U vreme Sputnika polje se nazivalo „svemirskom dinamikom”. Fundamentalne tehnike, poput onih koje se koriste za rešavanje Keplerovog problema (određivanja položaja kao funkcije vremena), stoga su iste u obe oblasti. Pored toga, istorija polja je gotovo u potpunosti zajednička.
Johan Kepler je bio prvi koji je uspešno modelovao planetarne orbite sa visokim stepenom tačnosti, objavivši svoje zakone 1605. Isak Njutn objavio je više opštih zakona nebeskog kretanja u prvom izdanju svog dela Philosophiæ Naturalis Principia Mathematica (1687), koji su dali metodu za pronalaženje orbite tela sledeći parabolični put iz tri opservacije. Ovo je iskoristio Edmund Halej za uspostavljanje orbita raznih kometa, uključujući i onu koja nosi njegovo ime. Njutnova metoda sukcesivne aproksimacije formalizovana je u analitičku metodu Ojlerovim doprinosom iz 1744. godine, čiji je rad zatim bio generalizovan na eliptične i hiperboličke orbite Lambertovim doprinosom tokom 1761-1777.
Druga prekretnica u određivanju orbite bila je pomoć Karla Fridriha Gausa u otkriću patuljaste planete Ceres 1801. godine. Gausova metoda je mogla da koristi samo tri opažanja (u obliku parova rektascenzije i deklinacije) da pronađe šest orbitalnih elemenata koji u potpunosti opisuju orbitu. Teorija određivanja orbite je kasnije razvijena do tačke u kojoj se danas primenjuje u GPS prijemnicima, kao i u praćenju i katalogizaciji tek promatranih malih planeta. Moderno određivanje i predviđanje orbite koriste se za rad svih tipova satelita i svemirskih sondi, jer je potrebno znati njihove buduće položaje sa visokom tačnošću.
Astrodinamiku je razvio astronom Samjuel Herik početkom 1930-ih. On se konsultovao sa raketnim naučnika Robertom Godardom i bio je ohrabren je da nastavi svoj rad na svemirskim navigacionim tehnikama, jer je Godard verovao da će one biti potrebne u budućnosti. Numeričke tehnike astrodinamike bile su povezane sa novim moćnim računarima 1960-ih godina i čovek je bio spreman da putuje na Mesec i da se vrati.

## Literatura
- Curtis, Howard D. (2009). Orbital Mechanics for Engineering Students, 2e. New York: Elsevier. ISBN 978-0-12-374778-5.
- Bate, Roger R.; Mueller, Donald D.; White, Jerry E. (1971). Fundamentals of Astrodynamics. New York: Dover Publications. ISBN 0-486-60061-0.
- Sellers, Jerry J.; Astore, William J.; Giffen, Robert B.; Larson, Wiley J. (2004).  Kirkpatrick, Douglas H., ур. Understanding Space: An Introduction to Astronautics (2 изд.). McGraw Hill. стр. 228. ISBN 0-07-242468-0.
- „Air University Space Primer, Chapter 8 - Orbital Mechanics” (PDF). USAF. Архивирано из оригинала (PDF) 2013-02-14. г. Приступљено 2007-10-13.
- Bate, R.R.; Mueller, D.D.; White, J.E. (1971). Fundamentals of Astrodynamics. Dover Publications, New York. ISBN 978-0-486-60061-1.
- Vallado, D. A. (2001). Fundamentals of Astrodynamics and Applications (2nd изд.). Springer. ISBN 978-0-7923-6903-5.
- Battin, R.H. (1999). An Introduction to the Mathematics and Methods of Astrodynamics. American Institute of Aeronautics & Ast, Washington, D.C. ISBN 978-1-56347-342-5.
- Chobotov, V.A., ур. (2002). Orbital Mechanics (3rd изд.). American Institute of Aeronautics & Ast, Washington, D.C. ISBN 978-1-56347-537-5.
- Herrick, S. (1971). Astrodynamics: Orbit Determination, Space Navigation, Celestial Mechanics, Volume 1. Van Nostrand Reinhold, London. ISBN 978-0-442-03370-5.
- Herrick, S. (1972). Astrodynamics: Orbit Correction, Perturbation Theory, Integration, Volume 2. Van Nostrand Reinhold, London. ISBN 978-0-442-03371-2.
- Kaplan, M.H. (1976). Modern Spacecraft Dynamics and Controls. Wiley, New York. ISBN 978-0-471-45703-9.
- Tom Logsdon (1997). Orbital Mechanics. Wiley-Interscience, New York. ISBN 978-0-471-14636-0.
- John E. Prussing & Bruce A. Conway (1993). Orbital Mechanics. Oxford University Press, New York. ISBN 978-0-19-507834-3.
- M.J. Sidi (2000). Spacecraft Dynamics and Control. Cambridge University Press, New York. ISBN 978-0-521-78780-2.
- W.E. Wiesel (1996). Spaceflight Dynamics (2nd изд.). McGraw-Hill, New York. ISBN 978-0-07-070110-6.
- J.P. Vinti (1998). Orbital and Celestial Mechanics. American Institute of Aeronautics & Ast, Reston, Virginia. ISBN 978-1-56347-256-5.
- P. Gurfil (2006). Modern Astrodynamics. Butterworth-Heinemann. ISBN 978-0-12-373562-1.
- Baez, John. „Mysteries of the gravitational 2-body problem”. Архивирано из оригинала 2008-10-21. г. Приступљено 2004-12-11.
- D'Eliseo, M. M. (2007). „The first-order orbital equation”. American Journal of Physics. 75 (4): 352—355. Bibcode:2007AmJPh..75..352D. doi:10.1119/1.2432126.
- Hall, Brian C. (2013), Quantum Theory for Mathematicians, Graduate Texts in Mathematics, 267, Springer, ISBN 978-1461471158.
- Leach, P. G. L.; G. P. Flessas (2003). „Generalisations of the Laplace–Runge–Lenz vector”. J. Nonlinear Math. Phys. 10 (3): 340—423. Bibcode:2003JNMP...10..340L. arXiv:math-ph/0403028 . doi:10.2991/jnmp.2003.10.3.6.
- US Army (фебруар 1965), Interior Ballistics of Guns (PDF), Engineering Design Handbook: Ballistics Series, United States Army Materiel Command, AMCP 706-150, Архивирано из оригинала (PDF) 24. 9. 2020. г.
- Gurstelle, William (2004), The art of the catapult: build Greek ballista, Roman onagers, English trebuchets, and more ancient artillery, Chicago: Chicago Review Press, ISBN 978-1-55652-526-1, OCLC 54529037
- Liddell, Henry George; Scott, Robert, A Greek-English Lexicon (definition), Perseus, Tufts, κατά πάλλω
- Marsden, Eric William (1969), Greek and Roman Artillery: Historical Development, Oxford: Clarendon, ISBN 978-0-19-814268-3.
- MSFC History Office (2000), Rockets in Ancient Times (100 B.C. to 17th Century), Marshall Space Flight Center History Office, Архивирано из оригинала 2009-07-09. г., Приступљено 2016-06-09
- „catapult”, Dictionaries (definition), Oxford, Архивирано из оригинала 7. 7. 2011. г.
- Schellenberg, Hans Michael (2006), „Diodor von Sizilien 14,42,1 und die Erfindung der Artillerie im Mittelmeerraum” (PDF), Frankfurter Elektronische Rundschau zur Altertumskunde, 3: 14—23
- Sutton, George (2001), Rocket Propulsion Elements (7th изд.), Chichester: John Wiley & Sons, ISBN 978-0-471-32642-7
- William M. Smart, Celestial Mechanics, 1961, John Wiley.
- Doggett, LeRoy E. (1997), „Celestial Mechanics”,  Ур.: Lankford, John, History of Astronomy: An Encyclopedia, New York: Taylor & Francis, стр. 131—140, ISBN 9780815303220
- J.M.A. Danby, Fundamentals of Celestial Mechanics, 1992, Willmann-Bell
- Alessandra Celletti, Ettore Perozzi, Celestial Mechanics: The Waltz of the Planets, 2007, Springer-Praxis,  0-387-30777-X.
- Michael Efroimsky. 2005. Gauge Freedom in Orbital Mechanics. Annals of the New York Academy of Sciences, Vol. 1065, pp. 346-374
- Alessandra Celletti, Stability and Chaos in Celestial Mechanics. Springer-Praxis 2010, XVI, 264 p., Hardcover  978-3-540-85145-5
- Calvert, James B. (2003-03-28), Celestial Mechanics, University of Denver, Архивирано из оригинала 2006-09-07. г., Приступљено 2006-08-21

## Spoljašnje veze
- Newtonian Dynamics Undergraduate level course by Richard Fitzpatrick. This includes Lagrangian and Hamiltonian Dynamics and applications to celestial mechanics, gravitational potential theory, the 3-body problem and Lunar motion (an example of the 3-body problem with the Sun, Moon, and the Earth).
- Marshall Hampton's research page: Central configurations in the n-body problem Архивирано на веб-сајту  (1. октобар 2002)
- Celestial Mechanics is a Planetarium Artwork created by D. S. Hessels and G. Dunne
- Professor Tatum's course notes at the University of Victoria
- Italian Celestial Mechanics and Astrodynamics Association